# Chalinolobus dwyeri
Chalinolobus dwyeri е вид прилеп от семейство Гладконоси прилепи (Vespertilionidae). Видът е почти застрашен от изчезване.

## Разпространение и местообитание
Разпространен е в Австралия.
Обитава гористи местности и пещери. Среща се на надморска височина от 95,4 до 760,8 m.

## Описание
Теглото им е около 8,7 g.
Популацията на вида е намаляваща.